# Margotuhu Kidul
Margotuhu Kidul is een bestuurslaag in het regentschap Pati van de provincie Midden-Java, Indonesië. Margotuhu Kidul telt 1338 inwoners (volkstelling 2010).